# Stadsgewestelijk vervoer
Met stadsgewestelijk vervoer wordt vervoer bedoeld dat specifiek is toegesneden op de behoeften van een stadsgewest of agglomeratie.
Voor een agglomeratie is een goed vervoersysteem van levensbelang. Maar de bestaande vervoersystemen zijn vaak ontstaan vanuit een stedelijk schaalniveau of vanuit een landelijk schaalniveau. De stedelijke vervoersystemen zijn vaak te langzaam om in de behoeften van de agglomeratie te kunnen voorzien, terwijl de landelijke systemen onvoldoende capaciteit hebben. Het gevolg is dat autowegen en spoorwegen die eigenlijk voor interlokaal vervoer waren aangelegd vol staan met agglomeratief verkeer en dat de agglomeraties last hebben van congestie.
Omdat railsystemen een zeer hoge capaciteit kunnen hebben zijn het vaak railsystemen (metro, lightrail) die de behoefte aan stadsgewestelijk vervoer vervullen.

## Types
- Voorstadspoorweg
- metro
- Lightrail (sneltram, tramtrein)